# Gillberg
Duane Gill (10 de julio de 1959) es un luchador profesional retirado estadounidense. Es más conocido por su paso por la World Wrestling Federation como Gillberg, una parodia de Goldberg, el entonces rival de la promoción de la World Championship Wrestling. Durante su paso por la WWF, Gill fue en una ocasión Campeón de Peso Ligero de la WWF. Estuvo a punto de celebrar el título durante 15 meses, convirtiéndose en el campeón de peso semipesado con el reinado más largo en la historia de la compañía.

## Vida personal
Duane Gill opera una escuela de lucha independiente en Severn, Maryland llamada Gillberg's Pro Wrestling Academy que se abrió en julio de 2010.
Gill está casado y tiene dos hijos adultos y una nieta.

## Carrera

### Inicios
Gill hizo su debut en escenarios independientes de Estados Unidos como parte de un equipo de enmascarados junto a Barry Hardy llamados The Lords of Darkness, con Hardy como Agony y Gill como Pain. El 2 de agosto de 1991, derrotaron a Cream Team (Dino Casanova y Rip Sawyer) para convertirse en los primeros Campeones en Pareja de la Mid-Eastern Wrestling Federation. The Lords participó en dos de tres battle royals de 40 hombres que se celebró en 1992.

### World Wrestling Federation (1992–1994)
La segunda battle royal tuvo lugar dos meses después. Más tarde The Lords se convirtió en la segunda versión de The Executioners y participaron en una battle royal de 40 hombres ganada por Tatanka. The Executioners se unieron a la World Wrestling Federation, compitiendo en el programa Monday Night Raw contra varios equipos. The Executioners se dividieron a principios de 1994 y Hardy dejó la compañía el 18 de abril. Gill luego comenzó a competir con su nombre real como un jobber antes de abandonar la empresa poco después.

### Retorno a la WWF (1998–2000)
En 1998, Gill hizo su regreso a la World Wrestling Federation en Survivor Series como oponente misterioso de Mankind. Vince McMahon, aparentemente de esta forma facilitó a Mankind el camino hacia la victoria en un torneo por el vacante Campeonato de la WWF ya que parecía ser el favorito de McMahon para ganar. Antes de que Gill hiciera su entrada, McMahon mantenía el suspenso al referirse a él (Gill) como un luchador con un récord de victorias y derrotas que ningún otro luchador podría igualar. Aunque la declaración fue pensado para indicar que el oponente de Mankind ha ganado más que perdido en su carrera, exactamente cierto era lo contrario y Gill fue derrotado rápidamente por la Mankind (squash). Más tarde se unió a la J.O.B. Squad con Al Snow, Scorpio, y Bob Holly.
Durante este tiempo, Gill se destaca por poner fin a la carrera de Marc Mero, cuando Mero lo desafió a un combate y anunciar a la multitud que se retiraría de la lucha libre si él no pudiera vencer a Gill. Gill ganó el combate con la ayuda de la J.O.B. Squad y Mero dejó la WWF, aunque no se retiró legítimamente como se había prometido.
El 16 de noviembre de 1998, Gill ganó el Campeonato Peso Ligero de la WWF tras derrotar Christian en Raw is War. Poco después, Gill tuvo su gimmick más notables: "Gillberg", una parodia de Goldberg la estrella principal de la promoción rival de la empresa, la World Championship Wrestling. Cuando se convirtió en Gillberg, el plan original de los bookers fue supuestamente hacerle perder 173 combates consecutivos, parodiando la racha ganadora de Goldberg de 173 victorias. El personaje Gillberg parodió muchos otros aspectos de Goldberg, tales como su entrada acompañado por el sonido pregrabado de una multitud coreando "Gillberg" (que era una alusión al controvertido uso de la WCW de cantos pregrabados en la entradas habitual de Goldberg) y tramoyistas que encendían luces de bengala (parodiando pirotecnia de Goldberg) y luego rociar la puerta de entrada con extintores de incendios. También tenía una línea de puntos "tatuaje" en su brazo derecho (parodiando el tatuaje tribal de Goldberg) y utilizaría la frase "Who's First?" (¿Quién es primero?) en referencia no sólo a la frase de Goldberg "Who's Next?" (¿Quién sigue?), sino también al hecho de que Gill perdería con todos y cada uno de sus oponentes.
Gill hizo su debut en el Royal Rumble de 1999, siendo eliminado inmediatamente por el Edge. La única victoria de Gill como Gillberg llegó el 15 de febrero de 1999 en la edición de Raw is War, cuando derrotó a Goldust con la ayuda del exmiembro de J.O.B. Squad, Blue Meanie, que tenía un feudo con Goldust en aquel momento. Si bien seguía llegando al ring con el cinturón, el Campeonato Peso Ligero fue olvidado ya que Gill rara vez defendió el título en la televisión o en house shows. Después de estar fuera de la televisión de WWF durante varios meses, Gill volvió a la WWF por un último combate con el fin de perder el campeonato ante el debutante Essa Rios. Al perder el título, el reinado de Gill terminó a los 15 meses, convirtiéndose en el reinado más largo del Campeonato Peso Ligero en la historia de la WWF. Después de salir de la WWF, Gill continuó utilizando el gimmick de Gillberg en el circuito independiente, más prominente de Maryland Championship Wrestling.

### Apariciones esporádicas en la WWE (2003, 2007, 2017, 2021)
Cuando Bill Goldberg llegó a la WWE en 2003, su primer feudo fue contra The Rock, quien el 21 de abril de 2003 en la edición de Raw trajo a Gill, una vez más bajo su gimmick de Gillberg, para burlarse de Goldberg. Tras golpear a los guardias de seguridad de The Rock, que trataban de aprehenderlo para interrumpir un concierto "dedicado" a él, Goldberg volvió su atención a Gillberg y, mientras lo asfixiaba fue atacado por The Rock por la espalda. The Rock y Gillberg rápidamente salieron corriendo de la arena para evitar más conflictos.
El 10 de diciembre de 2007, Gill, deportivo y con dos nuevos tatuajes en su deltoides izquierdo, volvió a la WWE con su nombre y su gimmick de Gillberg para el aniversario 15 º de Raw. Durante el espectáculo, participó en un Battle Royal de 15 hombres contra otros catorce exluchadores de Raw, pero fue el primer hombre eliminado tan sólo unos segundos del combate por todos los competidores.
El 13 de febrero de 2017 en Raw, Chris Jericho y Kevin Owens estaban haciendo una fiesta y retaron a Goldberg al ring, pero en lugar de eso salió Gillberg para ser atacado por Owens en la rampa y ser sacado con ayuda de un médico.
El 18 de enero de 2021 en Raw, volvió a aparecer como invitado en el segmento Miz TV.

## En lucha
- Movimientos finales
  - Jackhammer (Vertical suplex powerslam pin)[2][4] – parodia de Goldberg
  - Spear[2][1][4] – parodia de Goldberg

- Movimientos de firma
  - Double underhook suplex
  - Pumphandle fallaway slam
  - Roll-up
  - Snap swinging neckbreaker
  - Superkick

## Campeonatos y logros
- East Coast Pro Wrestling
  - ECPW Tag Team Championship (1 vez) – con Executioner #2[7]

- Mid-Eastern Wrestling Federation
  - MEWF Tag Team Championship (1 vez) – con Agony[8]

- NWA New Jersey
  - NWA New Jersey Junior Heavyweight Championship (1 vez)[9]

- Pro Wrestling Illustrated
  - Situado en el N° 120 de los PWI 500 de 1999[4]

- World Wrestling Alliance
  - WWA World Tag Team Championship (2 veces) – con Barry Hardy[4][10]

- World Wrestling Federation
  - WWF Light Heavyweight Championship (1 vez)[11]

- Other titles
  - ASWA Tag Team Championship (1 vez) – con Wayne Gill[4]